# Orthilia
Orthilia is een geslacht van planten uit de heidefamilie.
In het Cronquist-systeem werd het geslacht ingedeeld bij de familie Pyrolaceae; op grond van genetisch onderzoek is ze in de nieuwere APG II-classificatie in de heidefamilie ondergebracht.
De botanische naam Orthilia betekent bij vertaling vanuit het Grieks "rechte spiraal", een verwijzing naar de rangschikking van de bloemen.

## Taxonomie
In België komt Eenzijdig wintergroen (Orthilia secunda) in het wild voor, maar deze is in Nederland verdwenen.
Andere soorten zijn:
- Orthilia dentata Raf. - Autikon Bot. 104 (1840). (IK)
- Orthilia elatior House - in Am. Midl. Nat. 1921, vii. 134. (IK)
- Orthilia kareliniana (Skvorcov) Holub - in Folia Geobot. Phytotax., 8(2): 177 (1975). (IK)
- Orthilia obtusata var. xizangensis Y.L.Chou - in Bull. Bot. Res. North-East. Forest. Inst., 6(3): 145 (1986)—. (IK)
- Orthilia parvifolia Raf. - Autikon Botanikon, 103 (1840); Pennell in Bull. Torr. Bot. Cl. 1921, xlviii. 94. (IK)
- Orthilia procumbens Raf. - Autikon Bot. 104 (1840). (IK)